# John Abner Race
John Abner Race, född 12 maj 1914 i Fond du Lac i  Wisconsin, död 9 november 1983 i Fond du Lac i Wisconsin, var en amerikansk politiker (demokrat). Han var ledamot av USA:s representanthus 1965–1967.
Race efterträdde 1965 William Van Pelt som kongressledamot och efterträddes 1967 av William A. Steiger.
Race är begravd på Estabrooks Cemetery i Fond du Lac i Wisconsin.